# 印第安人迁移法案

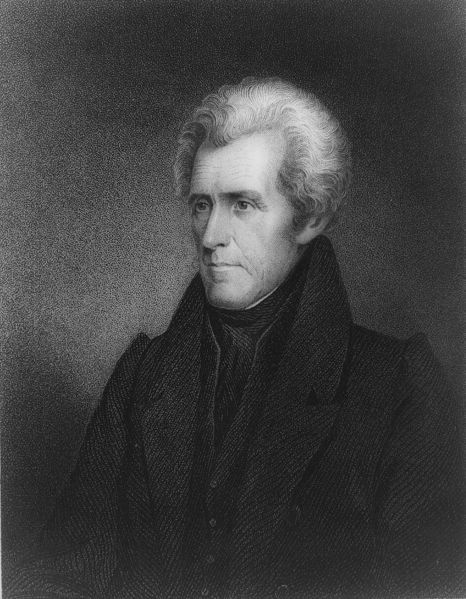
时任美国总统安德鲁·杰克逊

《印第安人迁移法案》，作为美国政府的印第安人迁移政策的一部分，于1830年5月26日由美国总统安德鲁·杰克逊签署为法律。

## 背景和反响

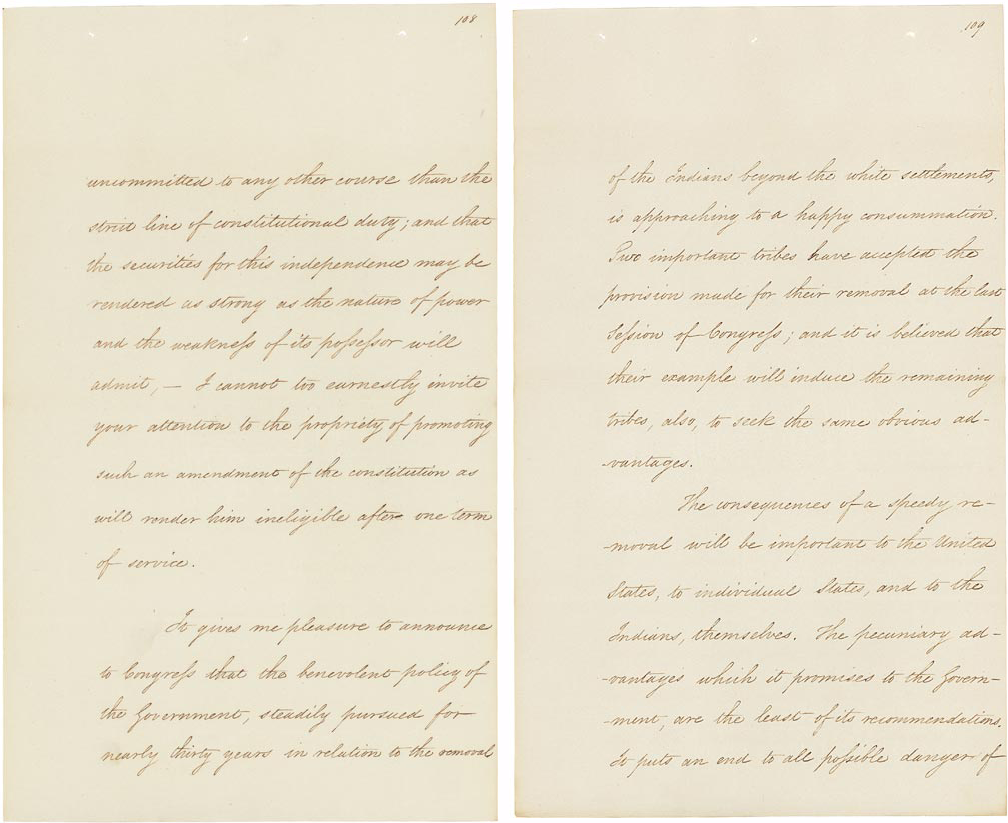
1830年12月6日安德鲁·杰克逊向国会递交的年度报告，叙述了清除印第安人的进展

1830年，美国最高法院正式宣布一个决定，规定印第安人可以使用美国境内的土地，但不能享有所有权。
僅管如此，然而美国南方诸州热切期望得到文明化五部族生活的土地的使用权，从而支持迁移法案的通过。尤其是当时最大的乔治亚州，参与了一个有争议的与切罗基族的管辖权冲突，杰克逊总统希望通过迁移印第安人以解决乔治亚州的危机。印第安人迁移法案是很有争议的，它在理论上被认为是自愿的。而实践中，美国土著人的领袖们是被迫签订了迁移条约；显而易见的是，无论他们是否赞成印第安人迁移政策，他们都能意识到，该法案的通过意味着大多数印第安人将会不可避免的迁移出各州。一些原本激烈抵抗的美国土著人领袖，开始重新考虑他们的态度，尤其在杰克逊总统1832年竞选连任成功之后。
大多数欧裔美国人赞成法案的通过，虽然有重要的反对声音。许多基督教传教士，最为明显的是传教士组织者杰里迈亚·埃瓦茨，抗议该法案的通过。在国会上，新泽西州参议员弗雷德里克·西奥多·弗里林海森和田纳西州众议员戴维·克罗克特表示反对该法案。该法案在激烈的辩论后被国会通过。

## 法案实行
法案爲大規模暴力迫遷原住民部落鋪平了法理上的道路，此後大批原住民被趕到偏僻荒蕪的不毛之地。首個迁移条约舞兔溪条约（Treaty of Dancing Rabbit Creek）于1830年9月27日签订，喬克托族割让密西西比河以东的土地用以换取河西的土地。阿肯色州公报引用喬克托族酋长托马斯·「尼特凯奇」·哈金斯 (Thomas “Nitikechi” Harkins)的话说，1831年喬克托族的迁徙是一條“血泪之路”。1835年簽訂新埃可塔条约 (Treaty of New Echota)後，切罗基族也面臨了類似命運。塞米诺尔人反對迫遷抵死不從，結果美國政府1835年到1842年間發兵征討，戰勝原住民後暴力迫遷整個部落，只有少数人留下来。